# کانادا در المپیک تابستانی ۱۹۲۴
کانادا در بازی‌های المپیک تابستانی ۱۹۲۴ که در شهر پاریس برگزار شد، کاروان کانادا با ۶۵ ورزشکار در این رقابت‌ها شرکت کرد و موفق به کسب ۴ مدال (۰ طلا، ۳ نقره، ۱ برنز) شد. در جدول رتبه‌بندی توزیع مدال‌ها، کانادا در ردهٔ ۲۰ مسابقات قرار گرفت.